# Stawy Kellera
Stawy Kellera – dwa połączone kaskadą stawy w Warszawie na terenie parku Stawy Kellera.

## Położenie i charakterystyka
Stawy leżą po lewej stronie Wisły, w stołecznej dzielnicy Bielany, na obszarze MSI Marymont-Kaskada, na terenie parku Stawy Kellera, w pobliżu ulic: Kolektorskiej, Lektykarskiej i Gdańskiej. Położone są na obszarze bezpośredniej zlewni Wisły.
Zgodnie z „Programem Ochrony Środowiska dla m.st. Warszawy na lata 2009–2012 z uwzględnieniem perspektywy do 2016 r.” stawy położone są na terasie nadzalewowej, a ich łączna powierzchnia wynosi 0,2284 ha. Zasilane są w sposób stały wodami podziemnymi, spływającymi ze Skarpy Marymonckiej. Odpływ ma formę cieku (dawny potok Kaskada), w kierunku wschodnim – połączenie krytym kanałem z Rudawką. Według numerycznego modelu terenu udostępnionego przez Geoportal lustro wody większego akwenu znajduje się na wysokości 88,8 m n.p.m. Różnica wysokości pomiędzy akwenami wynosi 0,6 m. Głębokość stawów wynosi około 0,5 m. Na większym ze stawów znajduje się wyspa, a pomiędzy zbiornikami wodnymi, nad małą kaskadą wybudowano mostek w stylu japońskim.
Nazwa stawów, jak i otaczającego je parku wzięła się od nazwiska Emila Kellera, przedsiębiorcy, który w 1908 roku otworzył w okolicy, przy ul. Gdańskiej 33/37 farbiarnię.
Nad brzegiem większego ze stawów, rosną dwie olsze czarne (Alnus glutinosa) będące pomnikami przyrody (nr INSPIRE: PL.ZIPOP.1393.PP.1465011.3064).

## Galeria
| - Mniejszy ze stawów, widok w kierunku wschodnim - Większy ze stawów. Widok w kierunku zachodnim z mostka pomiędzy stawami - Jedna z olsz czarnych chroniona jako pomnik przyrody nad brzegiem większego ze stawów - Mostek i kaskada pomiędzy stawami |